# Grand Prix Formule 1 van Duitsland 2011

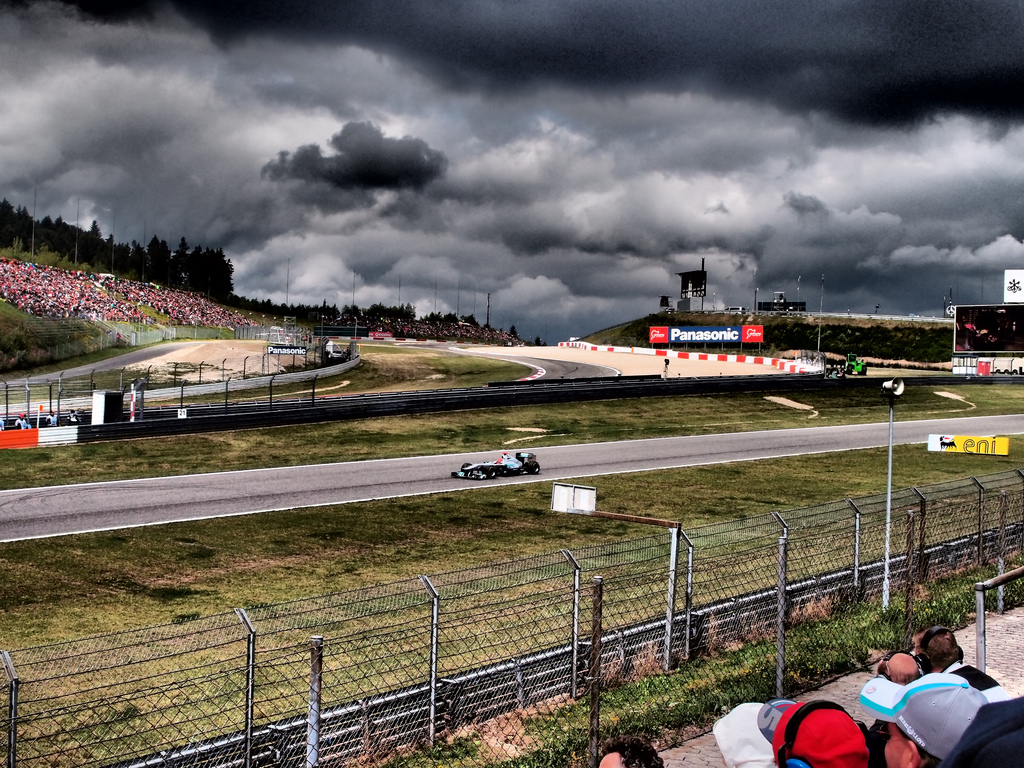
Donkere wolken pakken zich samen boven de Nürburgring, terwijl Michael Schumacher zijn rondjes rijdt.

De Grand Prix Formule 1 van Duitsland 2011 werd gereden op 24 juli 2011 op de Nürburgring. Het was de tiende race van het kampioenschap en werd gewonnen door Lewis Hamilton.

## Kwalificatie
| Pos                 | No | Coureur            | Constructeur         | Q1       | Q2       | Q3       | Grid |
| ------------------- | -- | ------------------ | -------------------- | -------- | -------- | -------- | ---- |
| 1                   | 2  | Mark Webber        | Red Bull-Renault     | 1:33.096 | 1:31.311 | 1:30.079 | 1    |
| 2                   | 3  | Lewis Hamilton     | McLaren-Mercedes     | 1:32.934 | 1:30.998 | 1:30.134 | 2    |
| 3                   | 1  | Sebastian Vettel   | Red Bull-Renault     | 1:32.973 | 1:31.017 | 1:30.216 | 3    |
| 4                   | 5  | Fernando Alonso    | Ferrari              | 1:32.916 | 1:31.150 | 1:30.442 | 4    |
| 5                   | 6  | Felipe Massa       | Ferrari              | 1:31.826 | 1:31.582 | 1:30.910 | 5    |
| 6                   | 8  | Nico Rosberg       | Mercedes             | 1:32.785 | 1:31.343 | 1:31.263 | 6    |
| 7                   | 4  | Jenson Button      | McLaren-Mercedes     | 1:33.224 | 1:31.532 | 1:31.288 | 7    |
| 8                   | 14 | Adrian Sutil       | Force India-Mercedes | 1:32.286 | 1:31.809 | 1:32.010 | 8    |
| 9                   | 10 | Vitali Petrov      | Renault              | 1:33.187 | 1:31.985 | 1:32.187 | 9    |
| 10                  | 7  | Michael Schumacher | Mercedes             | 1:32.603 | 1:32.180 | 1:32.482 | 10   |
| 11                  | 9  | Nick Heidfeld      | Renault              | 1:32.505 | 1:32.215 |          | 11   |
| 12                  | 15 | Paul di Resta      | Force India-Mercedes | 1:32.651 | 1:32.560 |          | 12   |
| 13                  | 12 | Pastor Maldonado   | Williams-Cosworth    | 1:33.003 | 1:32.635 |          | 13   |
| 14                  | 11 | Rubens Barrichello | Williams-Cosworth    | 1:33.664 | 1:33.043 |          | 14   |
| 15                  | 17 | Sergio Pérez       | Sauber-Ferrari       | 1:33.295 | 1:33.176 |          | 15   |
| 16                  | 18 | Sébastien Buemi    | Toro Rosso-Ferrari   | 1:33.635 | 1:33.546 |          | 24   |
| 17                  | 19 | Jaime Alguersuari  | Toro Rosso-Ferrari   | 1:33.658 | 1:33.698 |          | 16   |
| 18                  | 16 | Kamui Kobayashi    | Sauber-Ferrari       | 1:33.786 |          |          | 17   |
| 19                  | 20 | Heikki Kovalainen  | Lotus-Renault        | 1:35.599 |          |          | 18   |
| 20                  | 24 | Timo Glock         | Virgin-Cosworth      | 1:36.400 |          |          | 19   |
| 21                  | 21 | Karun Chandhok     | Lotus-Renault        | 1:36.422 |          |          | 20   |
| 22                  | 25 | Jérôme d'Ambrosio  | Virgin-Cosworth      | 1:36.641 |          |          | 21   |
| 23                  | 23 | Vitantonio Liuzzi  | HRT-Cosworth         | 1:37.011 |          |          | 23   |
| 24                  | 22 | Daniel Ricciardo   | HRT-Cosworth         | 1:37.036 |          |          | 22   |
| 107% tijd: 1:38.254 |    |                    |                      |          |          |          |      |

## Race
| Pos | No | Coureur            | Constructeur         | Ronden | Tijd/Oorzaak uitval | Grid | Ptn |
| --- | -- | ------------------ | -------------------- | ------ | ------------------- | ---- | --- |
| 1   | 3  | Lewis Hamilton     | McLaren-Mercedes     | 60     | 1:37:30.344         | 2    | 25  |
| 2   | 5  | Fernando Alonso    | Ferrari              | 60     | +3.980              | 4    | 18  |
| 3   | 2  | Mark Webber        | Red Bull-Renault     | 60     | +9.788              | 1    | 15  |
| 4   | 1  | Sebastian Vettel   | Red Bull-Renault     | 60     | +47.921             | 3    | 12  |
| 5   | 6  | Felipe Massa       | Ferrari              | 60     | +52.252             | 5    | 10  |
| 6   | 14 | Adrian Sutil       | Force India-Mercedes | 60     | +1:26.208           | 8    | 8   |
| 7   | 8  | Nico Rosberg       | Mercedes             | 59     | +1 ronde            | 6    | 6   |
| 8   | 7  | Michael Schumacher | Mercedes             | 59     | +1 ronde            | 10   | 4   |
| 9   | 16 | Kamui Kobayashi    | Sauber-Ferrari       | 59     | +1 ronde            | 17   | 2   |
| 10  | 10 | Vitali Petrov      | Renault              | 59     | +1 ronde            | 9    | 1   |
| 11  | 17 | Sergio Pérez       | Sauber-Ferrari       | 59     | +1 ronde            | 15   |     |
| 12  | 19 | Jaime Alguersuari  | Toro Rosso-Ferrari   | 59     | +1 ronde            | 16   |     |
| 13  | 15 | Paul di Resta      | Force India-Mercedes | 59     | +1 ronde            | 12   |     |
| 14  | 12 | Pastor Maldonado   | Williams-Cosworth    | 59     | +1 ronde            | 13   |     |
| 15  | 18 | Sébastien Buemi    | Toro Rosso-Ferrari   | 59     | +1 ronde            | 24   |     |
| 16  | 20 | Heikki Kovalainen  | Lotus-Renault        | 58     | +2 ronden           | 18   |     |
| 17  | 24 | Timo Glock         | Virgin-Cosworth      | 57     | +3 ronden           | 19   |     |
| 18  | 25 | Jérôme d'Ambrosio  | Virgin-Cosworth      | 57     | +3 ronden           | 21   |     |
| 19  | 22 | Daniel Ricciardo   | HRT-Cosworth         | 57     | +3 ronden           | 22   |     |
| 20  | 21 | Karun Chandhok     | Lotus-Renault        | 56     | +4 ronden           | 20   |     |
| DNF | 23 | Vitantonio Liuzzi  | HRT-Cosworth         | 37     | panne               | 23   |     |
| DNF | 4  | Jenson Button      | McLaren-Mercedes     | 35     | panne               | 7    |     |
| DNF | 11 | Rubens Barrichello | Williams-Cosworth    | 16     | motor               | 14   |     |
| DNF | 9  | Nick Heidfeld      | Renault              | 9      | aanrijding          | 11   |     |

## Noot
- Dit was de tiende snelste ronde voor Lewis Hamilton.